# Didierea madagascariensis
Espèce
Statut CITES
Didierea madagascariensis est une espèce de plantes de la famille des Didiereaceae.

## Répartition
Cette espèce est endémique des fourrés épineux de Madagascar.